# Charles Ernest Fay
Charles Ernest Fay, né en 1846 à Roxbury dans le Massachusetts et mort en 1931, est un alpiniste et un linguiste américain.

## Biographie
Il est diplômé du Tufts College en 1868 et devient un professeur de mathématiques dans ce collège en 1869 et de professeur de langues vivantes en 1871. Il est le fondateur de la Modern Language Association of America et de la New England Modern Language Association de laquelle il sera président en 1905. Il est aussi fondateur de la New England Association of Colleges and Preparatory Schools en 1885 de laquelle il sera président de 1888 à 1889.
Charles Ernest Fay visite les Rocheuses canadiennes à partir de 1890. Il y est un pionnier de l'alpinisme ainsi que dans la chaîne Selkirk. Il est le fondateur de l'Appalachian Mountain Club et en est président en 1878, 1881, 1893 et 1905. Il est aussi un des premiers présidents de l'American Alpine Club (1902-1904),. Il a participé à l'édition des publications de ces deux organisations Appalachia et Alpina Americana. Pour Appalachia, il fournira de nombreux articles. Pour Alpina Americana, il écrira une monographie richement illustré The Rocky Mountains of Canada.
Il fait partie de l'équipe qui a tenté de gravir le mont Lefroy en 1896 quand Phillip Stanley Abbott devient la première victime de l'alpinisme dans les Rocheuses canadiennes. Fay retourne en 1897 pour le sommet à la fois du mont Lefroy mais aussi du mont Victoria. Il continuera l'alpinisme jusqu'à quatre-vingt ans.
Son activité comme alpiniste sera reconnu largement et il deviendra un membre honoraire du club alpin anglais, italien et canadien. Le club alpin canadien nommera la Fay Hut dans le parc national de Kootenay en son nom.
Il est président de l'American Alpine Club de 1902 à 1907 puis de 1917 à 1919